# Dani Faiv
Dani Faiv, pseudonimo di Daniele Ceccaroni (La Spezia, 5 novembre 1993), è un rapper italiano.

## Biografia

### 2014-2017: primi anni eThe Waiter
Esordisce come Dani5 nel collettivo Gran Riserva, la cui prima pubblicazione è stato il mixtape Toilette Mixtape, uscito nel settembre 2014 e che vede le partecipazioni dei rapper Lexotan e Pitto Stail. Nel 2016 è stata la volta del mixtape di debutto Teoria del contrario, prodotto quasi interamente da Kanesh, seguito nello stesso anno dall'EP collaborativo 9 Days to Kill, inciso insieme a Strage e Blaze del collettivo BYG e del collega Pitto Stail.
Successivamente conosce il rapper Jack the Smoker, che lo porta a firmare con la Machete Empire Records. Grazie all'accordo, il rapper realizza e pubblica l'album di debutto The Waiter nel 2017, anticipato dai videoclip dei brani Sorrisi di plastica, Wow e Dalai Lama. L'album ha debuttato alla posizione 34 della Classifica FIMI Album.

### 2017-2019:Fruit Joint
Il 9 ottobre 2017 Dani Faiv ha pubblicato il singolo Gameboy Color, prodotto da Tha Supreme e accompagnato nello stesso giorno dal relativo videoclip; il singolo è stato in seguito certificato disco d'oro dalla FIMI. Il 21 dicembre è stata la volta di un altro singolo, La la la la la, realizzato con la partecipazione di Lexotan e prodotto nuovamente da Tha Supreme.
All'inizio del 2018 collabora all'album No Comment di Nitro, nella traccia NVML. L'11 maggio ha pubblicato il singolo Fortnite, prodotto da Low Kidd, seguito dal brano Giornale Freestyle (prod. Strage), creato con lo scopo di promuovere il secondo album in studio Fruit Joint. Uscito digitalmente il 20 luglio, il disco si compone di otto brani, tra cui Gameboy Color, La la la la la e il sopracitato Fortnite. A fine 2018 annuncia la riedizione dell'album, reintitolato Fruit Joint + Gusto e distribuito dalla Sony Music. Il 28 dicembre annuncia la lista tracce del disco, uscito il 18 gennaio 2019 e che porta i featuring aggiuntivi di Jack the Smoker, Nitro, Tha Supreme (nel singolo Yung), MadMan e Shade e Lazza (nel singolo Gabbiano/Moonrock). Grazie alla riedizione, Dani Faiv ha intrapreso una tournée promozionale in tutta Italia, esibendosi anche al Nameless Festival e al Rock in Roma.
Nel 2019 ha collaborato in For Real per Gianni Bismark e Caldo per Dot degli Oro Grezzo. Successivamente ha preso parte alla realizzazione di Machete Mixtape 4 della Machete Empire Records, scrivendo ed eseguendo i brani Yoshi (con Tha Supreme e Fabri Fibra e certificato disco di platino), FQCMP (con Salmo e Nitro), Walter Walzer (con Shiva), Orange Gulf (con Salmo e Jack the Smoker) e Machete Bo$$ (con Nitro e Jack the Smoker).

### 2020:Scusate se esistiamo
Il 30 aprile 2020 Dani Faiv ha pubblicato per il download digitale l'EP Scusate, anticipato dai singoli In peggio e Cioilflow, quest'ultimo realizzato in collaborazione con il rapper Salmo.
Tale pubblicazione ha svolto da anteprima al terzo album in studio Scusate se esistiamo, pubblicato il 29 maggio dello stesso anno.

### 2021-presente:Faiv,Teoria del contrario mixtape vol. 2 e Ultimo Piano B
Il 9 marzo 2021 è stato rivelato il suo addio dal collettivo Machete, dopo una collaborazione durata tre anni. Il 2 luglio dello stesso anno ha pubblicato il singolo Anno zero, la prima uscita a seguito della firma con la Columbia Records. Nel mese di settembre è stata la volta di Luna nera. Il 9 maggio 2022 ha rivelato l'uscita del quarto album Faiv, fissata al 3 giugno seguente. Contemporaneamente ha presentato il singolo Foto di noi in collaborazione con Drast degli Psicologi.
Il 17 marzo 2023 il rapper ha pubblicato il mixtape Teoria del contrario mixtape vol. 2, seguito della prima parte originariamente uscita nel 2016. Alla sua realizzazione hanno preso parte svariati rapper e produttori, tra cui i 2nd Roof, Ensi, Gianni Bismark, Jack the Smoker, Nerone, Olly, Diss Gacha, Mixer T e Vegas Jones.
Il 15 gennaio 2023 esce l'album Ultimo piano. Il disco viene poi ripubblicato anche in formato fisico con il titolo Ultimo piano B il 12 luglio 2024, contenente otto tracce aggiuntive.
Il 31 gennaio 2025 è stato pubblicato Teoria del contrario mixtape vol. 3, anche questo mixtape presenta la collaborazione con numero artisti emergenti e della vecchia guardia; presenta venti tracce. Il 9 maggio è uscita la sua collaborazione nel singolo Red flag di Fabio Rovazzi con Paola Iezzi.

## Discografia
- 2017 – The Waiter
- 2018 – Fruit Joint
- 2020 – Scusate se esistiamo
- 2022 – Faiv
- 2023 – Ultimo piano